# Astrotech Corporation
Az Astrotech Corporation, korábban SpaceHab Inc., űripari cég melynek központja a texasi Austinban található. 2009-ben változtatta meg nevét fő kínálata nevének (Astrotech Space Operations) megfelelőre. A NASA és az Amerikai Védelmi Minisztérium (Department of Defense, DoD) megbízásából gyárt termékeket űrbeli felhasználásra. A vállalat 290 űreseményt támogatott.

## Mikrogravitációs modul
A SpaceHab egy komplett (műszaki feltétel, tárolás, energiaellátás) mobilizálható egység. A Space Shuttle rakterébe rögzítve biztosította az igényelt szolgáltatások feltételeit. A két példányban készült SpaceHab egyik példánya a Columbia-katasztrófa (STS–107) során megsemmisült. A megsemmisült egység pótlására elkészítették a SpaceHab (ESP–3) egységet, amit első alkalommal az Endeavour űrrepülőgép fedélzetére telepítették.
A SpaceHab bruttó tömege 5000 kilogramm, mikrogravitációs (nyomás alatt) környezetben működő egység. A 3 méter hosszú modul belsejében 28,3 köbméter rakfelület állt rendelkezésre.
A NASA 1985 decemberében jelezte, hogy aláírja a gyártási szerződést, de az Európai Űrügynökség vállalása alapján (Európa politikai nyomásra elkészíthette a Spacelab modult) csak 1989-től (Ronald Reagan elnök a NASA irányába elrendelte) indíthatta el az amerikai SpaceHab modul gyártását. A NASA 1990-ben megrendelte, 1992-ben kibérelte az elkészült kettő modult. 1993 júniusában az első járat 98%-ban feltöltött volt.